# Erling Kroken

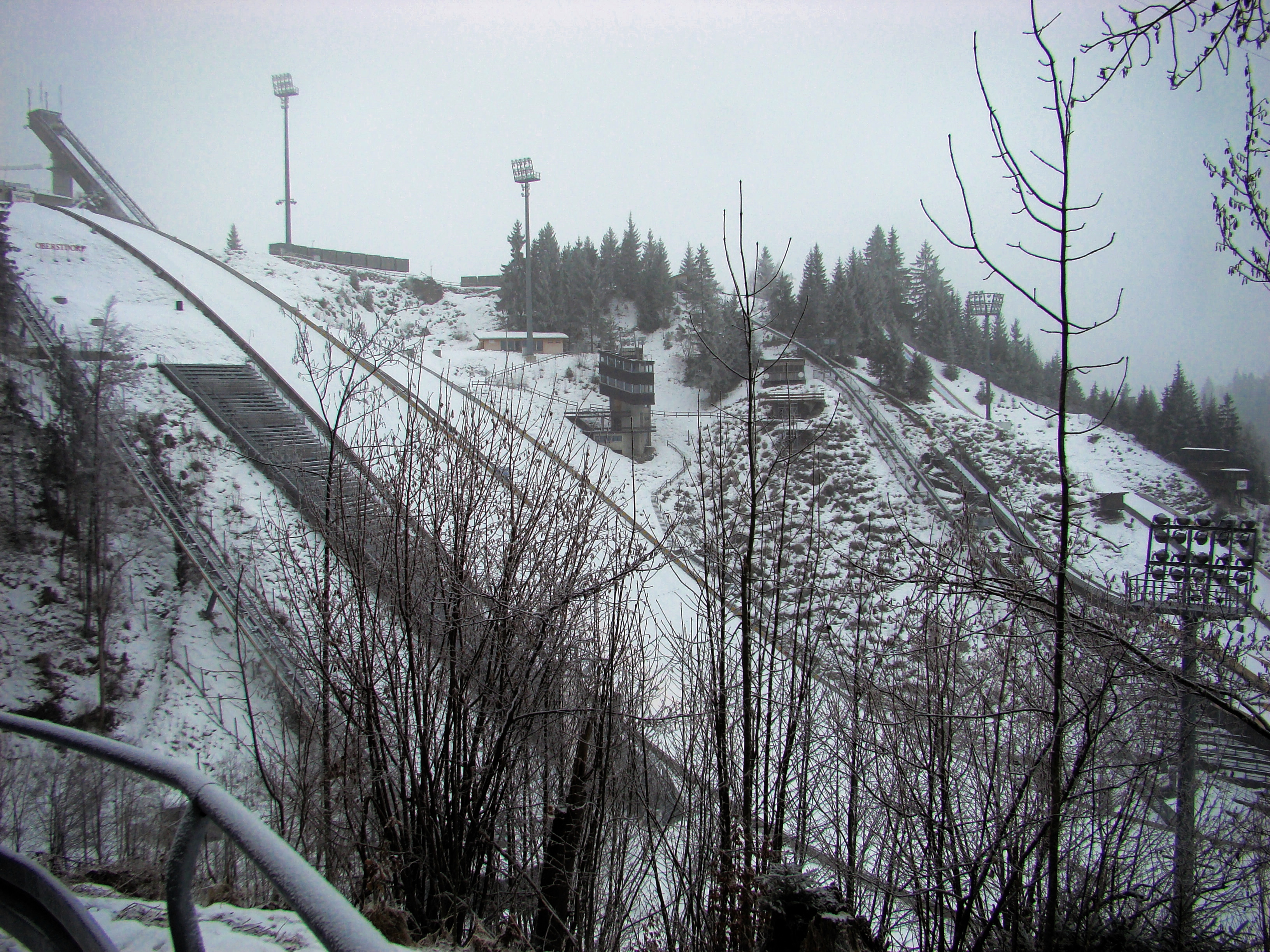
Schattenbergschanze i Oberstdorf där Erling Kroken vann deltävlingen i den allra första backhopparveckan 1953.

Erling Kroken, född 12 november 1928 i Nedre Sigdal i Buskerud fylke, död  
5 oktober 2007 i Bærum, var en norsk backhoppare som representerade Nedre Sigdal Idrettslag.

## Karriär
Erling Kroken blev känd i Norge 1951 för sina framgångar i hoppbacken. Han blev norsk mästare i Fagerlibacken i Narvik i Nordland fylke och satte samtidigt backrekord med 78,5 meter. Han vann tävlingen i Skuibakken i Bærum där han hoppade llängst av alla med 83,5 meter. Han satte backrekord i Vikkollen med 86 meter under Vikkollrennet. Kroken blev också nummer 5 i Holmenkollrennet 1951.
Kroken var med i norska laget som skulle tävla i den allra första tysk-österrikiska backhopparveckan. Den allra första tävlingen i backhopparveckan 1953 ägde rum i Garmisch-Partenkirchen i Västtyskland 1 januari 1953. Kroken blev nummer åtta, 12,5 poäng efter segrande landsmannen Asgeir Dølplads. I andra deltävlingen i backhopparveckan 1953, i Oberstdorf, vann Erling Kroken, 1,5 poäng före Sepp Bradl från Österrike och 2 poäng före Dølplads. Kroken misslyckades i Innsbruck, men blev nummer 9 i Bischofshofen och slutade på 11:e plats i allra första backhopparveckan. Sepp Bradl vann första backhopparveckan totalt före norrmännen Halvor Næs och Asgeir Dølplads.
Erling Kroken deltog i Skid-VM 1954 i Falun i Sverige. Där blev han nummer 7 i tävlingen där Matti Pietikäinen och Veikko Heinonen vann en dubbel för Finland före Bror Östman från Sverige som vann bronsmedaljen på hemmaplan. Kroken blev också nummer 7 i Lahtisspelen 1954. 1955 vann han Skuirennet for andra gången.
Kroken blev uttagen i den norska truppen som skulle tävla i olympiska spelen 1956 i Cortina d'Ampezzo i Italien, men kom inte med bland de fyra backhopparna som startade i OS-tävlingen. Antti Hyvärinen och Aulis Kallakorpi vann en dubbel för Finland före Harry Glass från Tysklands förenade lag.